# Jonkowo (plaats)
Jonkowo (Duits: Jonkendorf) is een dorp in het Poolse woiwodschap Ermland-Mazurië, in het district Olsztyński. De plaats maakt deel uit van de gemeente Jonkowo en telt 1500 inwoners.